# Parotis nigroviridalis
Parotis nigroviridalis is een vlinder uit de familie van de grasmotten (Crambidae), uit de onderfamilie van de Spilomelinae. De wetenschappelijke naam van deze soort is voor het eerst voorgesteld als Chloauges nigroviridalis door Arnold Pagenstecher in een publicatie uit 1888.
De soort komt voor in Indonesië (Ambon).